# هولوکاست یهودیان تونس
در دوران هولوکاست بین سال‌های ۱۹۴۰ تا ۱۹۴۳، یهودیان تونس به طور مستقیم و غیرمستقیم از حکومت نازی رنج بردند. قوانین نژادی آلمان نازی شامل حال آن‌ها نیز می‌شد، اما اجرای این قوانین به خواست فرماندار کل و همکاری مقامات دولتی که تحت فرمان او بودند، بستگی داشت. با این حال، آن‌ها مجبور به بستن نشان زرد شدند و بسیاری از آن‌ها حتی به اردوگاه‌های کار اجباری اخراج شدند.
حدود ۶۰۰ یهودی در طول هولوکاست در تونس جان باختند.

## یهودیان تونس در آستانه جنگ جهانی دوم
در دوره قبل از جنگ جهانی دوم، حدود ۸۵,۰۰۰ یهودی در تونس زندگی می‌کردند که ٪۲.۷ از کل جمعیت را تشکیل می‌دادند. بر اساس تعریف حکومت فرانسه (فرانسه در سال ۱۹۸۱ تونس را تصرف کرد)، یهودیان به دو گروه اجتماعی تقسیم شدند: «لیورنیزی‌ها» (گرانا) که دارای پیوند فرهنگی با ایتالیا بودند و به عنوان تحت‌الحمایه آن محسوب می‌شدند و «توانسا» که اکثریت یهودیان را تشکیل می‌دادند. این‌ها به عنوان اتباع بیگ، حاکم تونس، محسوب می‌شدند. آن‌ها عمدتاً در ابریشم و پشم کار می‌کردند و برخی از آن‌ها توسط بیگ به عنوان مقامات عالی‌رتبه، اجاره‌دهندگان مالیات و حتی پزشکان دربار بیگ منصوب می‌شدند.
با وجود اینکه یهودیان تونس فشارهای زیادی بر مقامهای فرانسوی وارد کردند تا تابعیت فرانسوی بگیرند و از حقوق برابر با یهودیان الجزایر برخوردار شوند، درخواست آن‌ها پذیرفته نشد. با گذشت زمان، مقامها موضع خود را در این زمینه نرم‌تر کردند و به طور انتخابی به هزاران یهودی تونسی که در ارتش یا مدیریت فرانسه خدمت می‌کردند، تابعیت فرانسوی دادند.
در دوره قبل از جنگ جهانی دوم، یهودیان تونس در تعداد کمی از سکونتگاه‌ها متمرکز بودند. بیشتر آن‌ها در پایتخت تونس زندگی می‌کردند. تمرکز یهودیان در مکان‌های کم یکی از عواملی بود که باعث شد مدرنیزاسیون یهودیان تونس بیشتر و عمیق‌تر از مدرنیزاسیون سایر یهودیان مغرب عربی, کشورهای غربی شمال آفریقا: مراکش، تونس، موریتانی و الجزایر باشد.

## یهودیان تونس تحت حکومت ویشی
در سال ۱۹۴۰ فرانسه توسط آلمان نازی اشغال شد. ساکنان شمال و مرکز فرانسه تلاش کردند با حکومت آلمان مخالفت کنند اما موفق نشدند، بنابراین تحت حکومت نظامی قرار گرفتند. در فرانسه تصمیم گرفته شد با حکومت آلمان همکاری شود، و به این ترتیب مارشال فیلیپ پتن به قدرت رسید که در شهر ویشی مستقر شد، و به همین دلیل حکومت به نام «حکومت ویشی» شناخته شد. از آنجا که این حکومت به آلمانی‌ها وفادار بود، حکومت در تونس در دست فرانسه باقی ماند.
در ۳ اکتبر ۱۹۴۰، دولت ویشی اولین قانون ضد یهودی خود را تصویب کرد. این قانون در ۳۰ اکتبر ۱۹۴۰ در تونس اعمال شد. فرمان شامل ۱۲ ماده بود که مقررات را به نام حاکم تونس، بیگ، تشریح می‌کرد. این دستورالعمل ها نمایندگی یهودیان در مطبوعات، خدمات عمومی و مؤسسات آموزشی را محدود می‌کرد. آنها تعیین کردند که یهودیان فقط می‌توانند نقش‌های محدودی را ایفا کنند. شرط آن این بود که سه شرط را اثبات کنند: اینکه به آنها نشان افتخار از طرف فرانسه برای خدمت نظامی در جنگ جهانی اول اعطا شده باشد، اینکه در جنگ ۱۹۴۰ نشان افتخار دریافت کرده باشند یا اینکه فرزندان سربازانی باشند که جان خود را برای فرانسه فدا کرده‌اند.
در اکتبر ۱۹۴۱ دستورالعمل ها در مورد وکلای یهودی اصلاح شد و تاریخ مشخصی تعیین شد که پس از آن آنها دیگر نمی‌توانستند خدمات ارائه دهند. اقدام هایی نیز علیه پزشکان یهودی اتخاذ شد، اگرچه طبق فرمان نوامبر ۱۹۴۱ آنها مجاز به ارائه خدمات پزشکی به جمعیت یهودی بودند. برخی از دستورالعمل ها فقط «روی کاغذ» باقی ماندند و اجرا نشدند. برخی اصلاً اعمال نشدند و برخی دیگر به کندی و به صورت جزئی اجرا شدند، به لطف ژنرال استوا که سیاست‌هایش لیبرال‌تر بود. بنابراین یهودیان تونس به طور خاص از جنگ آسیب ندیدند. فقط تعداد کمی از دارندگان مناصب به دلیل قانون‌گذاری جدید فرانسه آسیب دیدند و موقعیت آنها کاهش یافت.

## یهودیان تونس تحت اشغال آلمان نازی (۱۹۴۳)

### ورود آلمانی‌ها به تونس
در ۹ نوامبر ۱۹۴۲، نیروهای آلمانی و ایتالیایی به تونس وارد شدند در پاسخ به عملیات مشعل، تهاجم متفقین به الجزایر و مراکش. کشورهای محور این اقدام را انجام دادند زیرا به وفاداری دریاسالار استوا، فرماندار فرانسوی تونس، که به شدت با تهاجم متفقین مخالفت نکرده بود، اعتماد نداشتند. پس از تسلط آلمانی‌ها، رسیدگی به امور یهودیان به فرماندهی نظامی آلمان واگذار شد. در ابتدای حضورشان در کشور، آلمانی‌ها اقدام هایی علیه جامعه یهودی محلی انجام ندادند، زیرا مشغول دفع حملات متفقین بودند که تقریباً موفق به اخراج آنها از تونس شده بودند. تنها در اواخر نوامبر ۱۹۴۲، اقدام ها علیه جامعه یهودی آغاز شد. ابتدا، آلمانی‌ها چهار نفر از رهبران جامعه، از جمله موشه بورجل، رئیس جامعه را دستگیر کردند. بزرگان پس از یک هفته به دنبال مداخله افراد مهم دیگری مانند شهردار تونس و کنسول ایتالیا آزاد شدند.

### اقدامهای حکومت آلمان
در ۶ دسامبر ۱۹۴۲، آلمانی‌ها تصمیم به انحلال کمیته جامعه یهودی گرفتند و به موشه بورجل دستور دادند کمیته‌ای متشکل از نه عضو تشکیل دهد. هدف این بود که در عرض یک روز ۲۰۰۰ یهودی را برای کار اجباری جمع‌آوری کنند. پس از مداخله مقام های فرانسوی، کمیته موفق شد یک تعویق ۲۴ ساعته برای انجام ماموریتشان به دست آورد، اما علیرغم تلاش های فراوان، کمیته تنها توانست ۱۲۰ نفر را جمع آوری کند. به عنوان مجازات، ده‌ها یهودی محترم به عنوان گروگان زندانی شدند. برخی از یهودیان به فعالیت‌های کمونیستی یا حمایت از ژنرال دوگل، رهبر فرانسه آزاد در جنگ جهانی دوم، متهم شدند و به همین دلیل به اردوگاه‌های کار اجباری در آلمان فرستاده شدند.
علاوه بر این، آلمانی‌ها دست به دستگیری‌های گسترده زدند و تهدید به تخریب کنیسه مرکزی تونس، پایتخت تونس، کردند. از آنجا که برخی از رهبران کمیته از رفتار حکومت نگران بودند، از آلمانی‌ها درخواست زمان بیشتری برای انجام وظیفه خود کردند. پس از دریافت موافقت فرمانده اس‌اس در تونس، کمیته با جدیت شروع به کار برای جمع‌آوری کارگران اجباری کرد. علاوه بر این، اعضای کمیته به انتقال آنها به اردوگاه‌های آلمانی و تأمین معیشت آنها و خانواده‌هایشان رسیدگی کردند. کمیته به نهادی واسطه بین یهودیان و آلمانی‌ها تبدیل شد، زیرا آلمانی‌ها اختیارات مقامهای فرانسوی در امور جامعه یهودی را به دست گرفتند.
آلمانی‌ها می‌خواستند همه یهودیان تونس را مجبور به بستن نشان زرد کنند، اما در نهایت این الزام تنها در دو شهر، صفاقس (Sfax) و به طور جزئی در تونس اعمال شد، زیرا در شهرهای دیگر اجرای آن سختگیرانه نبود. در طول شش ماه اشغال آلمان نازی، یهودیان بدهی‌های سنگینی پرداخت کردند تا هزینه نگهداری نیروی کار یهودی در اردوگاه‌ها را تأمین کنند. آلمانی‌ها از اتهام های یهودستیزی به عنوان بهانه‌ای برای جمع‌آوری پول از یهودیان استفاده کردند. به عنوان مثال، در سال ۱۹۴۳، یهودیان را که به دلیل پراکندگی در سراسر جهان شناخته شده بودند، به کمک به متفقین در آماده‌سازی برای جنگ علیه آلمان متهم کردند. این اتهام بهانه‌ای برای اعمال جریمه‌های سنگین بر یهودیان تونس شد. علاوه بر خسارات مالی، یهودیان از خشونت‌های زیادی مانند حملات آلمانی‌ها به کنیسه‌ها، آسیب به خاخام‌ها و تهدید یهودیان رنج می‌بردند.

### اردوگاه‌های کار در تونس
در مجموع نزدیک به ۵،۰۰۰ یهودی به کار اجباری گرفته شدند. آنها در حدود ۳۰ سایت و اردوگاه پراکنده شدند. اردوگاه اصلی و سخت‌ترین در بنزرت، شهری در ساحل شمالی تونس، بود. هرچه وضعیت نظامی آلمانی‌ها بدتر می‌شد، فرارها از اردوگاه‌ها بیشتر می‌شد. در صفاقس، شهر مرکزی و بزرگ تونس، به طور مداوم ۱۰۰ کارگر یهودی برای تخلیه وسایل نقلیه نظامی و ساخت پناهگاه‌ها مورد نیاز بودند. کارگران اجباری دستمزد خود را از جامعه یهودی دریافت می‌کردند. تعداد یهودیانی که در طول کار اجباری جان باختند کم بود، اما بسیاری در اثر بمباران‌های متفقین در مکان‌هایی که کار می‌کردند کشته شدند.
آلمانی‌ها می‌خواستند همه مردان یهودی که قادر به کار بودند را در صفاقس زندانی کنند، اما به دلیل ترس از شیوع بیماری از اجرای برنامه خود صرف نظر کردند. در شهر سوسه نیز همه یهودیان بین ۱۸ تا ۵۰ سال هر صبح به بندر آورده می‌شدند تا خسارات ناشی از بمباران‌های متفقین را تعمیر کنند. اردوگاه کار در بنزرت تنها اردوگاه ای بود که به نظر می‌رسید یک اردوگاه کار واقعی باشد. در ابتدا حدود ۵۰۰ کارگر اجباری در آنجا بودند. زندانیان اردوگاه به گروه‌های کاری تقسیم شدند که توسط «کادرها» - یهودیانی که توسط آلمانی‌ها یا کمیته جذب منصوب شده بودند - هدایت می‌شدند. رژیم در اردوگاه بی‌رحمانه بود، زندانیان ۱۴ ساعت در روز به سختی کار می‌کردند و برای کوچک‌ترین تخلفی مجازات می‌شدند. زندانیانی که در اردوگاه‌های تحت نظارت ایتالیایی‌ها بودند، از رفتار بسیار بهتری برخوردار بودند.

## نسبت جمعیت محلی به یهودیان در طول اشغال نازی
در هر مرحله از آزار و اذیت یهودیان در کشورهای عربی توسط نازی‌ها، توسط حکومت ویشی و توسط ایتالیا فاشیستی، اعراب به آزاردهندگان کمک کردند. در موارد دیگر، اعراب نقش منفعلانه‌ای ایفا کردند که با این حال تعیین‌کننده بود.
زندگی یهودیان در کشورهای عربی در زمان جنگ بسیار سخت بود، اما توده‌های اعراب نیز رنج می‌بردند. اعراب از نظر سیاسی نیز در وضعیت پایداری نبودند. برخی محققان معتقدند که بی‌تفاوتی اعراب نتیجه این بود که آنها ابتدا به بقا خود مشغول بودند: تهیه غذا، پناهگاه، کار - و نیرویی برای عمل بر اساس همدردی انسانی طبیعی که نسبت به هموطنان یهودی خود داشتند، باقی نمانده بود. به نظر آنها این بی‌تفاوتی قابل درک، حتی مشروع، بود که از روی اجبار به وجود آمده بود.
محققان دیگر معتقدند که بی‌تفاوتی بازتابی از نادیده گرفتن بی‌رحمانه یهودیان است که زندگی‌شان صدها سال در داخل جامعه عربی محافظت شده، تحمل شده و در عین حال تحت سلطه بوده است. تقویت این موضع در این واقعیت یافت می‌شود که "جلو، جلو، من می‌خواهم با تو باشم، هیتلر"، کلمات یک ترانه بربری محبوب در آن دوره بود.

### سی علی سکعت
سی علی سکعت کارمند سابق دولت تونس بود. در وسط یک نبرد، در نزدیکی یک اردوگاه کار اجباری، یهودیان زندانی فرصتی برای فرار داشتند، ۶۰ یهودی فرار کردند و اولین مزرعه‌ای که به آن رسیدند، مزرعه سی علی سکعت بود. او انتظار آمدن یهودیان را نداشت اما موافقت کرد که از آنها در برابر نازی‌ها محافظت و پنهان کند.
نوه سی علی سکعت می‌دانست که او در هولوکاست به یهودیان کمک کرده و حتی به آنچه پدربزرگش انجام داده بود، افتخار می‌کرد. با این حال، هنوز در خانواده او بحثی در جریان است که آیا باید یک پلاک یادبود بر روی دیوارهای مزرعه به یاد اعمال او نصب شود یا نه. برخی موافق و برخی مخالف هستند.

## آزادی یهودیان تونس
احتمالاً اگر ارتش آلمان در تونس باقی می‌ماند، وضعیت یهودیان بدتر می‌شد. اما این ارتش که از سربازان ضعیف و معدودی تشکیل شده بود، ارتشی بود که در آن بی‌انضباطی و عدم اعتماد به نفس مشهود بود. ارتش آلمان نازی از همه جهات توسط متفقین محاصره شده بود و هیچ امکانی برای عقب‌نشینی نداشت و تمام نیروهای خود را برای بقا صرف می‌کرد. در روز جمعه، ۷ مه ۱۹۴۳، متفقین تونس را از دست آلمانی‌ها آزاد کردند. پس از شش روز، نبرد تونس به پایان رسید.

## یهودیان تونس پس از جنگ
پس از آزادسازی تونس، فعالیت‌های اجتماعی، اقتصادی و فرهنگی یهودیان از سر گرفته شد. در سال ۱۹۴۶ جامعه یهودی در پایتخت تونس حدود ۳۴,۲۰۰ نفر بود. در سال ۱۹۴۵ موج مهاجرت به سرزمین اسرائیل آغاز شد، ابتدا به صورت غیرقانونی و پس از تأسیس دولت اسرائیل، به صورت قانونی در چارچوب آژانس یهود و مهاجرت جوانان. تا سال ۱۹۵۳ حدود ۱۵,۰۰۰ یهودی از تونس به سرزمین اسرائیل مهاجرت کردند. برخی از آنها به دلایل مذهبی مهاجرت کردند و برخی دیگر فعالان صهیونیستی بودند. در دهه ۶۰ تونس دچار بحران اقتصادی شدیدی شد که باعث مهاجرت بسیاری از یهودیان شد. علاوه بر این، در سال ۱۹۶۷، پس از جنگ شش روزه، بسیاری از فروشگاه های یهودیان غارت شدند و کنیسه بزرگ به آتش کشیده شد.
جمعیت یهودی در تونس سال به سال کاهش یافت. در سال ۱۹۷۹ جامعه یهودی ۳,۰۰۰ نفر بود. بیشتر آنها سالمندانی بودند که از جوامع دیگر که به دلیل مهاجرت‌های زیاد به سرزمین اسرائیل خالی شده بودند، به شهر آمده بودند و اقلیتی از خانواده‌ های ثروتمند با دارایی‌ها بودند.